# Buruanga
Buruanga é um município de  quinta classe de renda municipal (d) na província Aklan, nas Filipinas. De acordo com o censo de 1 de maio  de  2020 possui uma população de 19 357 pessoas e 4 874 domicílios.